# Parc zoologique du Bois du Petit-Château – MUZOO
Koordinaten: 47° 6′ 21″ N, 6° 49′ 20″ O; CH1903: 553211 / 217388
Der etwa drei Hektar grosse, 1891 gegründete Parc zoologique du Bois du Petit-Château ist ein Tierpark in der neuenburgischen Stadt La Chaux-de-Fonds in der Schweiz. 2022 wurde er mit dem 1880 gegründeten Musée d’histoire naturelle de La Chaux-de-Fonds (MHNC) zum MUZOO verbunden.

## Der Park

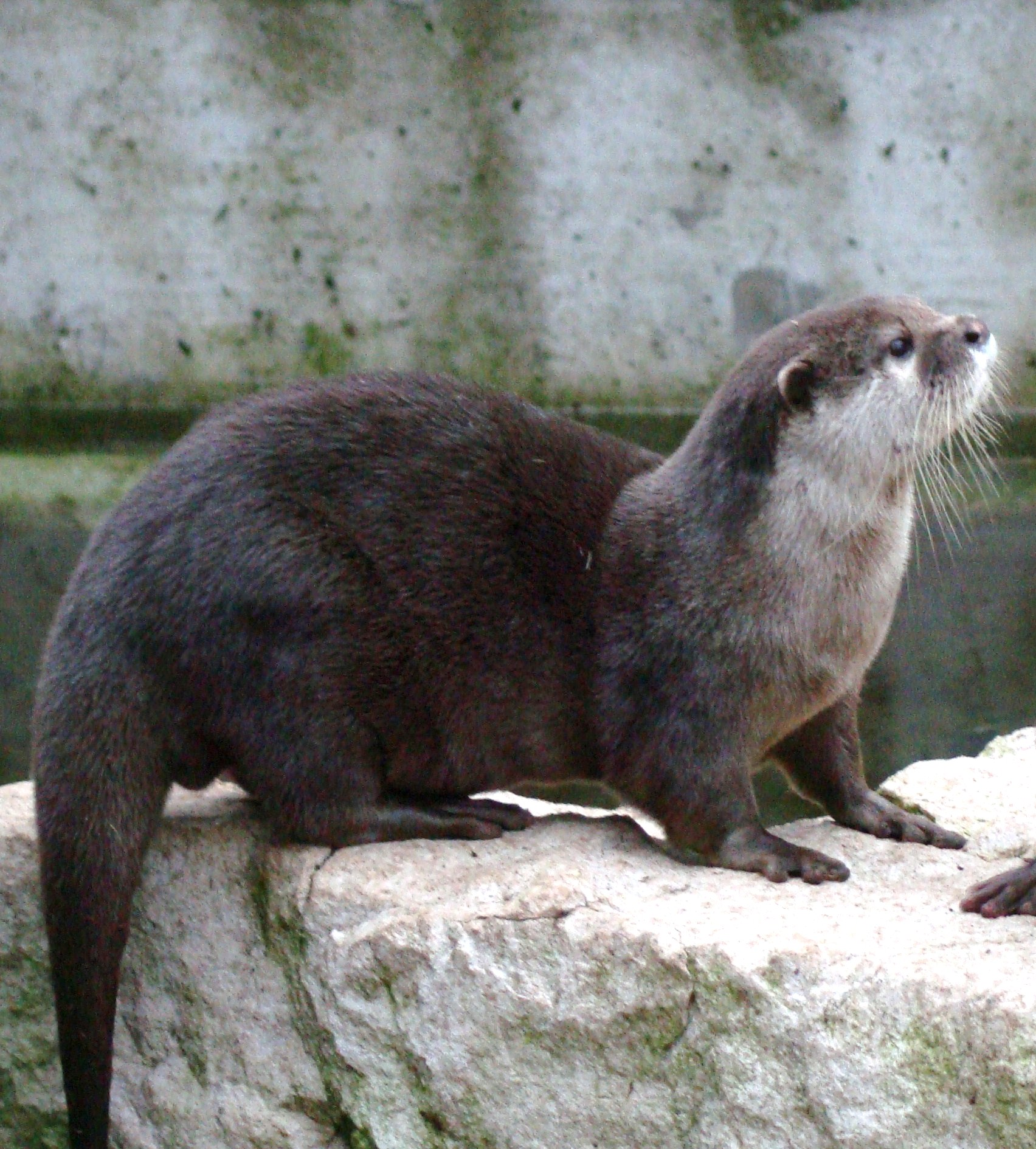
Zwergotter

Der Eintritt in den 31'000 m² grossen Park ist kostenlos. Die Gartenarchitektur spiegelt in Teilen noch heute die Parkgestaltung des Fin de siècle, auch wenn manche Tierpavillons im Jugend- und Heimatstil später ersetzt wurden. Der Gartenarchitekt war Charles Mattern. Das ursprünglich vom Verschönerungsverein erworbene Grundstück ging in den Besitz der Stadt über. 1974 wurde aus der Anlage mit zunächst wenigen Tiergehegen ein Zoo.
Im Jahr 2023 wurden im Park 51 vorwiegend europäische Arten wie Steinbock, Rothirsch, Europäischer Mufflon, Wildschwein, Fischotter, Rentier, Marderhund und bis im Januar 2022 der Braunbär gehalten. Auch Lamas lassen sich im Tierpark halten. Das 1969 gegründete Vivarium ist seit 1989 im Park. Es legt den Schwerpunkt auf 54 wirbellose Tierarten, Fische, Amphibien und Reptilien. Zudem unterhält das MUZOO eine Voliere und eine Pflegefallstation für verletzt aufgefundene Wildtiere.

## Das Museum
Um 1845 begannen Personen mit naturwissenschaftlichen Interessen in La Chaux-de-Fonds Objekte zu sammeln. Einer der wichtigsten Sammler war der Apotheker und Naturwissenschaftlers Célestin Nicolet (1803–1871). 1845 kam auch der letzte im Kanton Neuenburg geschossene Wolf, der sogenannte «Wolf von Pouillerel», in die Sammlung. Das Museum war zunächst im Vieux-Collège (Rue du Collège 6) und ab 1930 im Hauptpostgebäude domiziliert.
1920 bis 1952 war der Gymnasiallehrer Albert Monard (1886–1952) der Konservator der naturhistorischen und ethnografischen Sammlung. Er erweiterte sie von 1928 bis 1948 mit Jagd-Expeditionen ins südliche Angola (1928–1929 und 1932–1933), nach Guinea-Bissau (sechs Monate in den Jahren 1937–1938) und Kamerun (1947–1948), die damals Kolonialgebiete von Portugal und Frankreich waren. Die Reisen dauerten zwischen sechs und 18 Monaten. In Kamerun war er mit Villy Aellen und unter der Aufsicht des Institut français d’Afrique noire unterwegs, doch brach er diese letzte Afrikareise vorzeitig ab.
Es wurde als normal angesehen, dass das Töten von heute bedrohten Wildtieren zu den Aufgaben eines zoologischen Konservators gehörte. Das Schiessen der Tiere übernahm auf der ersten Reise ab Juni 1928 der Arzt Georges Hertig und der Jäger und Automobil-Abenteurer William Borle. Borles Sohn Marcel Borle hatte die Aufgabe, das Unternehmen filmisch zu dokumentieren. Es erhielt den ambitionierten Namen Mission scientifique suisse en Angola (MSSA).
Das Museum scheute sich nicht, sehr nahe mir der autoritären Diktatur des Estado Novo unter António de Oliveira Salazar in Tuchfühlung zu gehen, als am 21. September 1935, neben Vertretern der Schweiz, zwei portugiesische Minister und der portugiesische Konsul in Bern zur Eröffnung der Angola-Ausstellung erschienen und dabei Monard einen portugiesischen Orden verliehen, der ihn in den Rang eines Commandeur von Portugals staatlichem Schulwesen erhob.

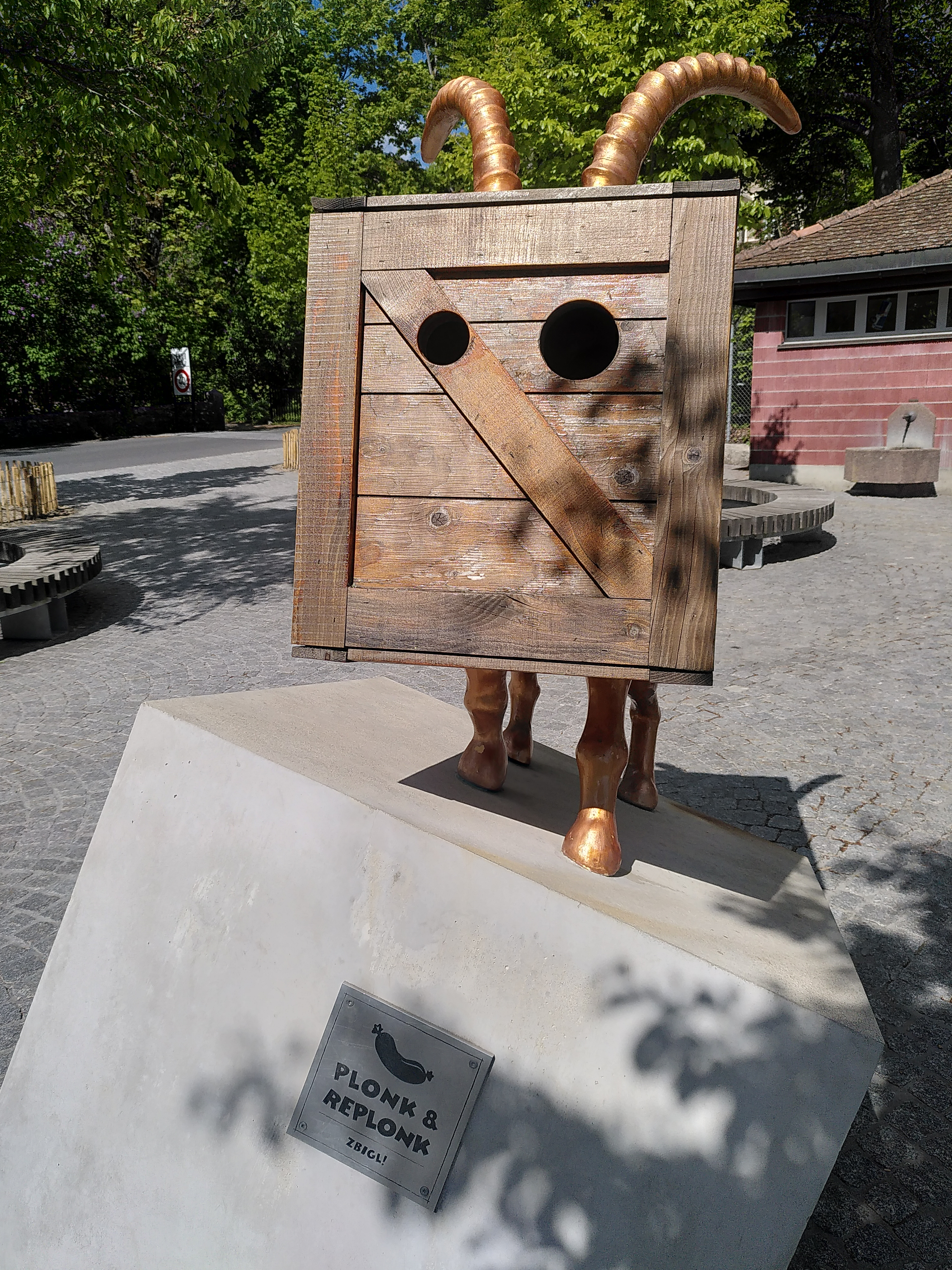
Vor dem Muzoo steht ein Dahu mit ungleich langen Beinen von den Künstlern von Plonk & Replonk

Monards Nachfolger, der Lehrer Willy Lanz (1924–2008), der diese Funktion zwischen 1953 und 1989 ausübte, legte eine nach wissenschaftlichen Kriterien aufgestellte Klassifizierung der zoologischen Sammlung an. Er schuf mit Schülern 1962 am Stadtrand das Biotop L’étang Lanz. Unter dem damaligen Museum ist im Wesentlichen eine Präsentation ausgestopfter und ausgeleuchteter Tiere zu verstehen, für deren Instandsetzung der deutsche Tierpräparator Paul Slominski angestellt wurde. Der Künstler Claude Loewer gestaltete 52 Dioramen für die Neueröffnung vom 25. März 1964. Ab den 1970er Jahren war Marcel S. Jacquat (* 1944) Konservator des Zoos und des Museums. Er gründete die ornithologische Gesellschaft in der Region Montagnes.
2014 bis 2022 blieb das Museum für die Öffentlichkeit geschlossen und wurde im Dezember 2022 neu eröffnet. Das heutige Muzoo mit zeitgemässer und kindergerechter Museumsgestaltung eröffnete am 17. Dezember 2022 im neu umgebauten Schützenhaus des Ancien Stand. Das Museum umfasst einen Museumsladen und eine Cafeteria. Die zoologische Sammlung besteht aus rund 100.000 Objekten, wovon im Jahr 2023 rund 275 ausgestellt waren.